# Yngve Hindrikes
Per Olov Yngve Hindrikes, född 31 augusti 1943 i Björbo i Västerdalarna, är en svensk före detta fotbolls- och ishockeyspelare.
Hindrikes kom som 17-åring till Örebro SK i Allsvenskan i fotboll. Han spelade som anfallare och kom på tredje plats i den Allsvenska skytteligan år 1969 på 13 mål. Han spelade även i Björbo IF, IK Sirius, IK Brage, Nås IF, Björbo/Floda fotboll och Mockfjärds BK.
Han var även framgångsrik i ishockey (Örebro och Tunabro) och bandy (Heros). Hindrikes spelade fyra A-landskamper i ishockey.
Vid sidan av elitidrottandet utbildade han sig till gymnastikdirektör på GIH i Örebro och var verksam större delen av sin yrkeskarriär på Tekniska gymnasiet i Borlänge. Han är morfar till Pontus Hindrikes som säsongen 2010 spelar i IK Brage.
Hindrikes fick även proffsanbud från Grasshoppers i Schweiz men avböjde detta.